# Daphnusa fruhstorferi
Daphnusa fruhstorferi är en fjärilsart som beskrevs av Huwe 1895. Daphnusa fruhstorferi ingår i släktet Daphnusa och familjen svärmare. Inga underarter finns listade i Catalogue of Life.